# Droga krajowa 91
Die Droga krajowa 91 (kurz DK91, pol. für ,Nationalstraße 91‘ bzw. ,Landesstraße 91‘) ist eine Landesstraße in Polen. Sie führt derzeit auf zwei Abschnitten von Danzig bis Częstochowa und stellt eine Alternativstrecke zur Nord-Süd-Autobahn A1 im polnischen Straßenverkehr dar. Die Gesamtlänge beträgt 450 Kilometer. Der erste Abschnitt von Danzig bis Łódź ist 345 Kilometer lang, der zweite von Tuszyn bis Częstochowa 105 Kilometer lang. Zwischen dem Ozeangrenzübergang am Danziger Hafen (pol.: Gdańsk-Port) und dem Knoten Rusocin bei Pruszcz Gdański ist die Landesstraße ein Teil der Europastraße 75, zwischen dem Ozeangrenzübergang und dem Knoten Gdańsk-Lipce Teil der Europastraße 77.

## Geschichte
Mit der Reform der Nummerierung aller Landesstraßen am 9. Mai 2001 wurden die parallel zu den mautpflichtigen Autobahnen verlaufenden Strecken den Nummern 91 bis 99 zugewiesen. Der Abschnitt zwischen Tuszyn über Piotrków Trybunalski bis Częstochowa wurde als erster als Landesstraße 91 bezeichnet, da er eine alternative Strecke zum parallelen Abschnitt der Autobahn A1/Landesstraße 1 darstellt. Als Teil der sog. Gierkówka zur Zeit der Volksrepublik Polen wurde eine neue Trasse zwischen Piotrków Trybunalski und Częstochowa gebaut, um eine schnellere Verbindung zwischen Warschau und Katowice zu schaffen. Die alte Trasse ist nun Teil der Landesstraße 91.
Mit der Fertigstellung der zur Landesstraße 1 parallel verlaufenden Abschnitte der Autobahn A1 wurde die Streckenführung der Landesstraße 1 zur Landesstraße 91 umgewidmet. Dies geschah bereits 2011 vollständig zwischen Danzig und Toruń, 2012 zwischen Kowal und dem Knoten Łódź-Północ sowie 2014 zwischen Toruń und Kowal.

## Lkw-Maut
Am 1. Juli 2012 wurde die Lkw-Maut auf den Abschnitten zwischen den Knoten Rusocin und Nowe Marzy sowie zwischen Świecie-Ulica Bydgoska und Toruń eingeführt. Der Grund dafür war, dass sich der Lkw-Verkehr nach der Einführung der elektronischen Lkw-Maut am 1. Juli 2011 auf der daraufhin kostenlosen Landesstraße um ca. 70 % erhöhte. Nun sollte die Mauteinführung dafür sorgen, dass sich der Lkw-Verkehr wieder zum Teil auf die mautpflichtige, parallele Autobahn A1 verlagert.

## Abschnitte in der Modernisierung

### Kreisfreie Stadt Włocławek
Innerhalb der Stadtgrenzen von Włocławek wird ein ca. 11,5 Kilometer langer Abschnitt der Landesstraße 91 modernisiert. Die Ziele dieses Projekts sind die Verbesserung des Verkehrsflusses, die Verkürzung der Fahrtzeit auf der Durchreise und auf der Verbindung zwischen den großen Städten des Landes (Dreistadt – Toruń – Włocławek – Łódź – Katowice), die Verbesserung der Verkehrssicherheit und der Befahrbarkeit der Stadt mit der Landesstraße.
Die Investition wurde in drei Etappen unterteilt:
- Die erste Etappe umfasst einen zwei Kilometer langen Abschnitt von der Kreuzung mit der Lunewil-Straße bis zum Powstanie Styczniowe-Platz. Neben der kompletten Erneuerung der Fahrbahn wurden die Kanalisation verlegt, Geh- und Radwege errichtet und neue Ampeln eingerichtet. Die Arbeiten begannen mit der Vertragsunterzeichnung zwischen der Stadt und dem Konsortium bestehend aus Aprivia S.A., Hydrobudowa Polska S.A., Przedsiębiorstwo Robót Inżynieryjno-Drogowych S.A. und Husar Budownictwo Inżynieryjne Sp. z o.o. am 26. Januar 2010. Die Kosten betrugen über 40 Mio. Złoty.
- Die zweite Etappe umfasst die Erneuerung der Fahrbahn auf einem neun Kilometer langen Abschnitt der Landesstraße von der Stadtgrenze bis zur Kreuzung mit der Lunewil-Straße. Die Vertragsunterzeichnung erfolgte am 17. November 2010 mit einem Konsortium bestehend aus den Bauunternehmen PBG S.A., Hydrobudowa Polska S.A., Aprivia S.A., Husar Budownictwo Inżynieryjne Sp. z o.o., SRB Civil Engineering Ltd., John Sisk & Son Ltd. und Roadbridge. Die Arbeiten wurden am 10. März 2011 gestartet. Die Baukosten wurden auf 110 Mio. Złoty festgelegt. Die Fertigstellung wurde auf den November 2013 geplant. Jedoch kam es zu Bauverzögerungen. Nun soll die Etappe bis zum August 2014[veraltet] fertiggestellt werden.[5]
- In der dritten Etappe wurde ein 500 Meter langer Abschnitt zwischen der Kreuzung der Landesstraße mit der Landesstraße 62 und einem Viadukt über ein Gleis südlich der Kreuzung modernisiert. Sowohl die Kreuzung als auch das Viadukt wurden erneuert. Die Bauarbeiten begannen nach der Vertragsunterzeichnung mit den Baufirmen Gotowski Budownictwo Komunikacyjne i Przemysłowe, Drogi i Mosty sowie Mosty Kujawy vom 25. Oktober 2011 im Dezember 2011. Die Fertigstellung erfolgte am 7. November 2012. Die Baukosten betrugen 10,2 Mio. Złoty.[6]

## Ausbauzustand
Der Ausbauzustand der Landesstraße 91 gliedert sich wie folgt:
| Abschnitt                                 | Streifen | Trennstreifen | Bemerkung                      |
| ----------------------------------------- | -------- | ------------- | ------------------------------ |
| Stadtgebiet Danzig                        | 4        | nein          | städtisch                      |
| Danzig-Lipce – Tczew                      | 2        | nein          |                                |
| Stadtgebiet Tczew                         | 4        | nein          | städtisch                      |
| Tczew – Świecie-Morsk                     | 2        | nein          |                                |
| Świecie-Morsk – Świecie-Przechowo         | 2        | nein          | kreuzungsfrei; Schnellstraße   |
| Świecie-Przechowo – Toruń                 | 2        | nein          |                                |
| Stadtgebiet Toruń                         | 4        | nein          | städtisch                      |
| Toruń – Włocławek                         | 2        | nein          |                                |
| Stadtgebiet Włocławek                     | 4        | ja            | städtisch                      |
| Włocławek – Krośniewice-Błonie            | 2        | nein          |                                |
| Krośniewice-Błonie – Krośniewice-Morawce  | 4        | ja            | kreuzungsfrei                  |
| Krośniewice-Morawce – Łódź                | 2        | nein          |                                |
| Stadtgebiet Łódź                          | 4        | nein          | städtisch                      |
| Tuszyn – Piotrków Trybunalski-Północ      | 2        | nein          |                                |
| Piotrków Trybunalski-Północ – Moszczenica | 4        | ja            | autobahnähnlich; Schnellstraße |
| Moszczenica – Częstochowa                 | 2        | nein          |                                |
| Stadtgebiet Częstochowa                   | 4        | ja            |                                |
| Częstochowa - Podwarpie                   | 4        | ja            |                                |

## Wichtige Ortschaften entlang der Strecke
- Danzig
- Pruszcz Gdański
- Tczew
- Czarlin
- Gniew
- Jeleń
- Mała Karczma
- Nowe
- Warlubie
- Dolna Grupa
- Nowe Marzy
- Świecie
- Chełmno
- Stolno
- Łysomice
- Toruń
- Włocławek
- Kowal
- Krośniewice
- Topola Królewska
- Łęczyca
- Zgierz
- Emilia
- Łódź
- Piotrków Trybunalski
- Kamieńsk
- Gomunice
- Radomsko
- Kłomnice
- Rędziny
- Częstochowa
- Koziegłowy
- Siewierz
- Podwarpie